# Granne
Granne is een plaats in het Poolse district  Siemiatycki, woiwodschap Podlachië. De plaats maakt deel uit van de gemeente Perlejewo en telt 320 inwoners.